# آلبرتو مارتین
 آلبرتو مارتین (انگلیسی: Alberto Martín؛ زاده ۲۰ اوت ۱۹۷۸) یک تنیس‌باز اهل اسپانیا است.